# Walfrid Carlström
Gustaf Walfrid Carlström, född 16 april 1841 i Livgardet till häst församling, Stockholm, död 11 september 1918 i Hedvig Eleonora församling, var en svensk valthornist. Han inledde sin militära bana 1857 vid Livregementets grenadjärer där han blev underofficer 1862. Han anställdes vid hovkapellet 1866, där han fick rykte om sig som Sveriges främsta valthornist. Mot slutet av sin karriär hade han även som extra skyldighet att spela trumpet.